# Jégkorszak – A nagy bumm
A Jégkorszak – A nagy bumm (eredeti cím: Ice Age: Collision Course ) 2016-ban bemutatott egész estés amerikai 3D-s számítógépes animációs film, amely a nagy sikerű Jégkorszak-filmek 5. része, Mike Thurmeier és Galen T. Chu rendezte. A forgatókönyvet Michael J. Wilson írta, a zenéjét John Debney szerezte, a producere Lori Forte és Carlos Saldanha volt. 
Amerikábanban 2016. július 22-én, Magyarországon 2016. július 14-én mutatták be a mozikban. 

## Cselekmény
A Jégkorszak – A nagy bumm 2016. július 14-én debütált a hazai mozikban. Az új előzetesben végre némileg bővebb betekintést kaphatunk az animáció történetébe. 
Motkány továbbra is szerencsétlenkedik a makkok gyűjtögetésével, azonban egy óvatlan pillanatban az űrbe lövi ki magát. A kis rágcsáló, ha már egyszer az űrbe keveredett, okoz némi galibát, és kozmikus események sorozatát indítja be, ami hatalmas fenyegetés a jégbe fagyott világ számára. Kisbarack újabban szerelmes lesz egy Jullian nevü mamutfiúba, aki nagyon humoros és kedves, de buta. Manny ezt ellenzi és megpróbálja eltenni a láb alól. Titokban Kisbarack és Ellie házassági évfordulót rendeznek amire a fiúkat is meghívják. Eközben Buck legyőz három dínómadarat majd felfedez egy oszlopot ami az emlősök kihalását jósolja meg. Miután jött egy tűzijáték amire azt hitték hogy Manny csinálta sorozatban jönnek a meteorok és hatalmas felfordulás történik. A csorda, Ropsz és Eddie + Ellie, Kisbarack, Jullian és Shira és Nagyi egy barlangba menekülnek. Hamarosan elindulnak és találkoznak a menyéttel, aki elmondja hogy meg kell az aszteroidákat állítani+velük tart. A csapat sokáig kalandozik, többször támadnak a dínómadarak, Buck örökbe fogad egy tököt és a csordai körökön belül és kívül is kitör a káosz. 
A dínómadarak elrabolják Nagyit majd mivel látják hogy nem Buck ledobják. 
Nagyi hangját követve a csapat rálel Geotopiára ahol találnak mágneses kristályokat amik megmenthetik a világot a pusztulástól. 
Sid szerelmes lesz egy Brooke nevű lajhárlányba Nagyi pedig egy nyúl fiúba. Sid kivesz egy kristályt amivel a lakók megvénülnek. 
Végül a dínómadarakat és a lakókat meggyőzve betesznek egy vulkánnak a kráterébe egy csomó követ amivel megakadályozzák az aszteroidát. A Geotopiaiak és Nagyi egy megmaradt kőtől megfiatalodnak. Barack és Julian összeházasodnak, Brooke pedig énekel egy dalt Sidnek hogy szereti. 

## Szereplők hangja
| Szereplő    | Eredeti hang         | Magyar hang       | Fajtája         |
| ----------- | -------------------- | ----------------- | --------------- |
| Manfréd     | Ray Romano           | Mihályi Győző     | Gyapjas mamut   |
| Sid         | John Leguizamo       | Geszti Péter      | Lajhár          |
| Diego       | Denis Leary          | Berzsenyi Zoltán  | Kardfogú tigris |
| Ellie       | Queen Latifah        | Bognár Gyöngyvér  | Gyapjas mamut   |
| Kisbarack   | Keke Palmer          | Patkó Csenge      | Mamut           |
| Ropsz       | Seann William Scott  | Gáspár András     | Oposszum        |
| Eddie       | Josh Peck            | Molnár Levente    | Oposszum        |
| Shira       | Jennifer Lopez       | Bertalan Ágnes    | Kardfogú tigris |
| Buck        | Simon Pegg           | Csankó Zoltán     | Menyét          |
| Nagyi       | Wanda Sykes          | Halász Aranka     | Lajhár          |
| Julian      | Adam DeVine          | Berkes Bence      | Mamut           |
| Brooke      | Jessie J             | Pálmai Anna       | Lajhár          |
| Sangri láma | Jesse Tyler Ferguson | Csőre Gábor       | Láma            |
| Teddy       | Michael Strahan      | Kerekes József    | Nyúl            |
| Gavin       | Nick Offerman        | Dézsy Szabó Gábor | Dinó madár      |
| Roger       | Max Greenfield       | Rajkai Zoltán     | Dinó madár      |
| Motkány     | Chris Wedge          | (eredeti hang)    | Kardfogú mókus  |